# Juan Carlos Ceriani
(Juan Carlos Ceriani, 14 febbraio 1991)
Juan Carlos Ceriani Gravier (Buenos Aires, 9 marzo 1907 – Montevideo, 25 giugno 1996) è stato un professore di educazione fisica, inventore e primo codificatore dello sport del calcio a 5.

## Calcio a 5
Nel 1930, allora giovane professore di educazione fisica della ACM di Montevideo, Ceriani ideò le regole di quelle che inizialmente chiamò "soccer indoor" spinto dall'esigenza di far giocare a pallone i propri studenti in una piccola palestra o sui campi di basket ed hockey su pista all'aperto.
Il suo obiettivo era quello di ideare un gioco di squadra che potesse essere praticato sia all'aperto che in strutture coperte, sfruttando i già diffusi campi di pallacanestro, ma che ricordasse da vicino il calcio che in quegli anni godeva di una smisurata popolarità in Uruguay dopo che la nazionale aveva vinto i Mondiali del 1930 e le Olimpiadi del 1924 e del 1928. I suoi alunni già da qualche tempo solevano giocare a calcio nelle strutture sportive dedicate a altre discipline, improvvisando la porta con banchi di scuola o accontentandosi di quella da hockey su pista.
Ceriani assemblò le prime regole basandosi sul principio del gioco del calcio ovvero sulla possibilità di giocare la sfera con tutto il corpo ad eccezione degli arti superiori, ma aggiungendo molti elementi di pallamano, pallanuoto e soprattutto basket: da quest'ultimo mutuò il numero di giocatori (cinque) e la durata delle partite (40 minuti), dalla pallanuoto le regole sul portiere, e dalla pallamano le dimensioni della porta (3 metri di larghezza per 2 di altezza).
La codifica avvenne nel 1933 ed il gioco ebbe immediatamente in forte e rapido sviluppo nel Sud America e soprattutto in Brasile, passando poi in Europa attraverso i paesi di lingua neolatina.